# دانييل كوزين
دانييل كوزين (بالفرنسية: Daniel Cousin)‏ (مواليد 2 فبراير 1977 في ليبرفيل) لاعب كرة قدم غابوني دولي يجيد اللعب في خط الهجوم . يلعب حاليا لصالح نادي هال سيتي الإنجليزي منذ 2008 .

## روابط خارجية
- دانييل كوزين على موقع الاتحاد الدولي (مؤرشف)  (الإنجليزية)
- دانييل كوزين على موقع قاعدة بيانات كرة القدم.إي يو (الإنجليزية)
- دانييل كوزين على موقع ليكيب (الفرنسية)
- دانييل كوزين على موقع ناشيونال فوتبول تيمز (الإنجليزية)
- دانييل كوزين على موقع Soccerbase.com (لاعب) (الإنجليزية)
- دانييل كوزين على موقع Soccerway.com (الإنجليزية)
- دانييل كوزين على موقع عالم كرة القدم.نت (الإنجليزية)
- دانييل كوزين على موقع كووورة